# Nilton Fernandes
Nilton Rogério Cardoso Fernandes, auch nur Nilton genannt (* 7. März 1979 in Brava, Kap Verde),  ist ein ehemaliger kapverdischer Nationalspieler, der auch die portugiesische Staatsbürgerschaft besitzt. 

## Karriere
Nilton spiele während seiner Karriere in sechs verschiedenen Ländern Europas und bestritt acht A-Länderspiele für Kap Verde. In Slowenien wurde er 2007 mit dem NK Koper Pokalsieger und zwei Jahre später mit dem NK Maribor Landesmeister.